# Кальба
Кальба (араб. كلباء‎) — город в эмирате Шарджа, в Объединенных Арабских Эмиратах (ОАЭ). Кальба — эксклав эмирата Шарджа, лежащий на побережье Оманского залива к северу от Омана. К югу от города, на границе с Оманом, расположен важный природный заповедник и мангровое болото Хор-Кальба (ручей Кальба). Город был захвачен португальцами в XVI веке и назывался Халлах.
Кальба была атакована и разграблена войсками Султана Маската в марте 1811 года в ходе продолжавшейся оманской кампании против морских сил аль-Касими. Кальба входила в состав Договорного Омана с 1936 по 1951 год, прежде чем была присоединена к эмирату Шарджа.
В настоящее время мангровый заповедник Кальбы закрыт для публики и преобразовывается в качестве эко-курорта под руководством Управления по инвестициям и развитию Шарджи (Shurooq). Ряд  экологов выразили озабоченность по поводу данного проекта.

## История
В Кальбе были найдены следы человеческой деятельности, относящиеся к четвертому тысячелетию до нашей эры, а также обширные остатки поселения эпохи Умм-Аль-нар.
В 1906 году в своём описании Персидского залива и Омана британский дипломат и историк Джон Гордон Лоример называл Кальбу Галлахом, состоящим из 300 домов из листьев финиковой пальмы, где проживали представители арабских племён Накбийин, Шаркийин, Кунуд и Абадилах, а также некоторое количество белуджей и персов.. Тогда Кальба служила домом для 10 лодок, осуществляющим торговлю с портами Персидского залива и Индии.
Маджид ибн Султан ибн Сакр аль-Касими получил регион Шамалия, включая Кальбу, в качестве вотчины от своего брата шейха Салима ибн Султана аль-Касими, правителя Шарджи. Впоследствии Кальба управлялась совместно двумя его сыновьями Хамадом ибн Маджидом и Ахмадом ибн Маджидом.
Сын Хамада Саид ибн Хамад аль-Касими сменил его в 1902 году, когда правитель соседней Фуджейры Хамад ибн Абдалла аль-Шарки сумел добиться независимость. Саид ибн Хамад жил в Аджмане, оставив управление Кальбой в руках раба по имени Барут.

## Договорный Оман
В 1920-е годы Саид ибн Хамад вновь перенёс свою резиденцию в Кальбу, а в 1936 году был признан британцами в качестве одного из шейхов Договорного Омана за предоставление прав на аварийную посадочную полосу для Imperial Airways и форт Аль-Махатта в городе Шарджа.
В апреле 1937 года свергнутый правитель Шарджи Халид ибн Ахмад аль-Касими женился на Аише, дочери шейха Саида ибн Хамада аль-Касими. Саид ибн Хамад внезапно скончался в конце апреля 1937 года во время посещения Хаур-Факкана. Его сын Хамад был ещё несовершеннолетним, и Аиша быстро прибыла в Кальбу, чтобы стать регентом, и организовала оборону города. В течение многих лет Саид ибн Хамад жил в Аджмане, поручив рабу по имени Барут управлять Кальбой от его имени, а Аиша теперь устроила так, чтобы Барут снова взял на себя ответственность в качестве вали. Она отправила послание Халиду ибн Ахмаду, который в то время находился в Рас-эль-Хайме.
За этим последовал период острой политической борьбы и переговоров между многими заинтересованными сторонами. В июне 1937 года знатные жители Кальбы выбрали раба Барута регентом 12-летнего Хамада, но это решение не было принято англичанами, и Халид ибн Ахмад стал регентом. Бедуины и горожане восточного побережья всё чаще рассматривали его как влиятельную и объединяющую фигуру, и тот правил Эд-Дайдом и Кальбой (делегировав свою власть в Кальбе Баруту и живя в Эд-Дайде и Хире) до 1950 года, когда стал слишком стар и немощен. В том же году он умер, и управление Кальбой вернулось под непосредственную власть Шарджи. Хотя есть британские сведения о волнениях в 1952 году, они предположительно быстро стихли.
Несмотря на это, были почти постоянные конфликты и споры между Кальбой и соседней Фуджейрой, которые перешли к открытым боевым действиям из-за земельного спора после образования ОАЭ в 1971 году. В 1972 году правительственные войска взяли контроль над продолжавшимся противостоянием, в ходе чего погибли 22 и пострадало более десятка человек. Спор был окончательно урегулирован после посредничества шейха Дубая Рашида и других правителей и заявления об урегулировании, разосланного 17 июля 1972 года.

## Дороги
Через Кальбу пролегают три дороги. Первая сливается после туннеля Вади аль-Халу (араб. وادي الحلو‎) с Малиха-роуд (араб. شارع مليحة‎), которая в свою очередь заканчивается дорогой Шарджа-Кальба (90 км), ведущей от аэропорта Шарджа. Дорога Фуджайра-Кальба имеет 8 км в длину.
Дорога Хор Кальба тянется до границы с Оманом и является одним из пунктов въезда-выезда между ОАЭ и Оманом.

## Правители
- Маджид ибн Султан аль-Касими (1871 – 1900)
- Хамад ибн Маджид аль-Касими (1900 – 1903)
- Саид ибн Хамад аль-Касими (1903 – 30 апреля 1937)
- Хамад ибн Саид аль-Касими (30 апреля 1937 – 1951)
- Сакр ибн Султан аль-Касими (1951–1952; правитель Шарджи 1951–1965)

## Спорт
В городе базируется футбольный клуб «Аль-Иттихад»